# Tour d'Hercule
Pour les articles homonymes, voir Hercule (homonymie).
La tour d’Hercule (en galicien : Torre de Hércules) est un phare romain situé sur un cap, la punta Robaleira, face à l’océan Atlantique, dominant l'entrée de la ria donnant sur le port de La Corogne, en Galice (Espagne).
Le port antique de Brigantium a été renommé au XIIe siècle Ad Columnam, c'est-à-dire La Colonne ou la Tour (du phare), dont dérive directement le nom actuel de La Corogne (dont la forme galicienne « A Coruña » bien que le nom officiel en Espagne soit " La Coruña ").
La tour d'Hercule est le seul phare romain — et le plus ancien phare au monde — en fonctionnement de nos jours,. Il a été inscrit sur la liste du patrimoine mondial le 27 juin 2009, au titre du critère III,.

## Histoire
Haut de 55 m, le farum Brigantium fut construit à la fin du Ier siècle, et sa présence est attestée au IIe siècle. Il fut construit vraisemblablement sous les empereurs romains Trajan et Hadrien. Il devint forteresse au Moyen Âge et fut complètement restauré en 1791 — sous la direction de l'architecte Eustaquio Giannini (es) — par une sorte de chemisage de pierre autour de l’édifice antique très dégradé, ce qui eut pour effet de le remettre à neuf, en lui donnant son aspect actuel. La structure romaine est toujours visible à l'intérieur du monument.
Le phare a connu tous les progrès de l'éclairage maritime : le pétrole au XIXe siècle, puis l'électrification en 1921. Une corne de brume a été installée en 1974 et un radiophare en 1977.
Les fondations romaines du phare ont été dégagées dans les années 1990. En juin 2009, le site a été inscrit sur la liste du patrimoine mondial car il « apporte un témoignage unique ou du moins exceptionnel sur une tradition culturelle ou une civilisation vivante ou disparue » (critère III).
Une campagne de fouilles, en 2009, a révélé au pied de la tour des milliers de fragments de statues à l'effigie de l'empereur Domitien, ce qui inciterait à faire remonter la construction du monument au milieu du Ier siècle.

### Le phare romain
Le phare romain de plan carré avec un côté d'environ 18 m avait une hauteur d'origine de 41 m répartie sur trois niveaux. Chaque niveau est divisé en quatre chambres et on y accédait au moyen d'une rampe extérieure en spirale. Sa structure est conservée pour une hauteur de 37,2 m au sein de la structure carrée construite autour en 1791.

### L'inscription latine
Une pierre, conservée au bas du phare, porte l'inscription :

MARTI

AVG SACR

C SEVIVS

LVPVS

ARCHITECTVS

AEMINIENSIS

LVSITANVS EX VO
Traduction : Consacré à Mars. Caius Sevius Lupus, architecte d'Aeminium, en Lusitanie, pour l'accomplissement d'un vœu.

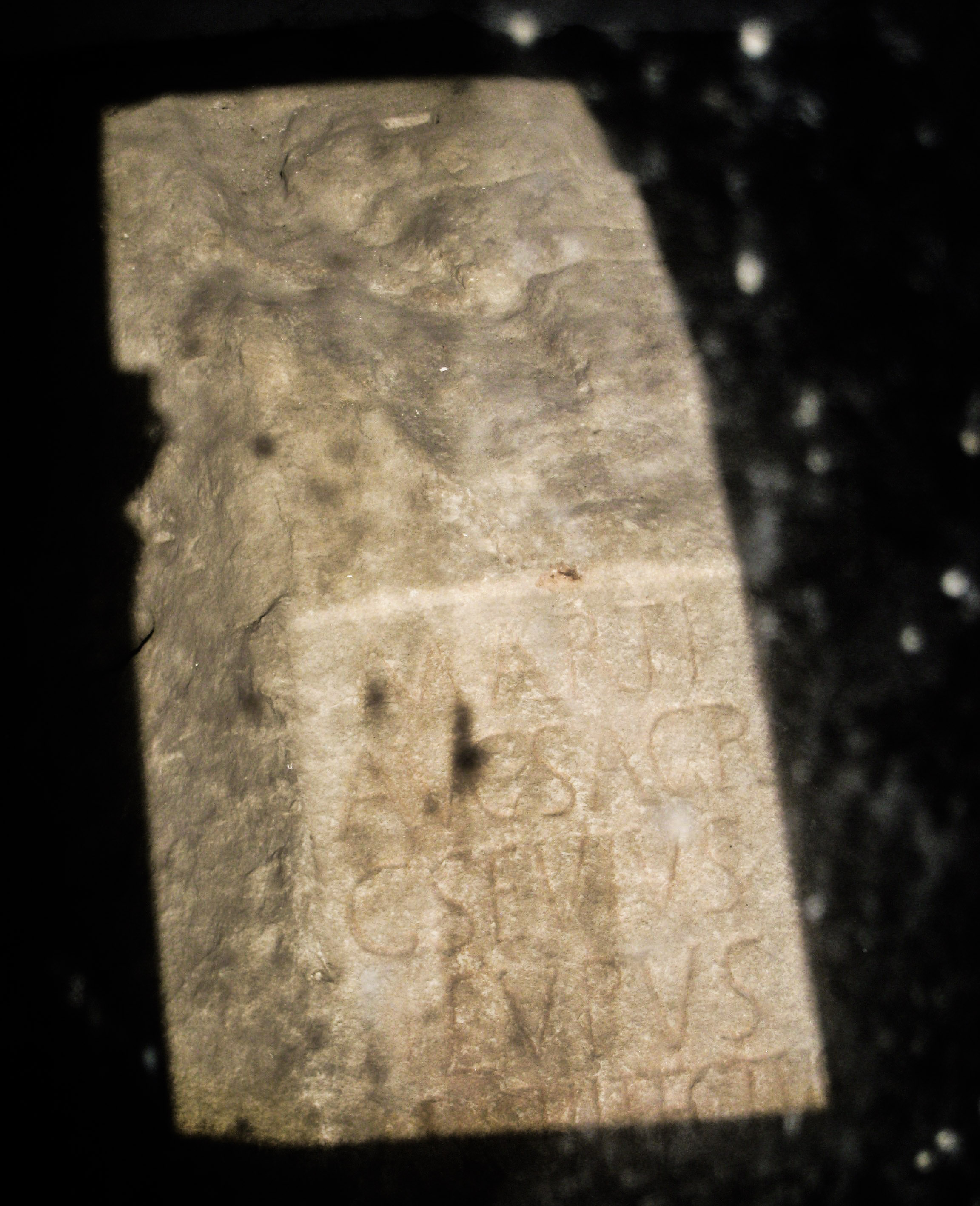
L'inscription latine.

### Les différents noms de la tour d'Hercule à travers l'histoire
Le phare fut connu à l'époque romaine sous le nom de Farum Brigantium et à l'époque médiévale sous celui de Faro ou de Castillo Viejo. Son nom actuel est dû à un passage du livre l'Estoria de España de Alphonse X de Castille dans lequel est racontée une légende selon laquelle Hercule enterra à cet endroit « la » tête du géant Géryon, qui, par ailleurs, était censé en avoir trois.

## Site
Le phare est établi sur une plate-forme au sommet d'un promontoire qui domine la mer de 57 m et fut sans doute un lieu sacré dès l'époque préromaine. De nos jours, le phare est inclus dans un parc protégé d'environ 50 ha, libre de toute construction et agrémenté de nombreux chemins de promenade.

La tour d'Hercule sur son promontoire.

Près du phare se trouvent un parc de sculptures modernes, des pétroglyphes datant de l'âge du fer et un petit cimetière musulman. 

## Guerre d'Espagne
Le site abrite le mémorial du Campo da Rata, en mémoire des victimes républicaines de la guerre d'Espagne durant la répression franquiste, notamment le Monument aux Fusillés d'Isaac Díaz Pardo et les Menhirs pour la Paix, sculptures monumentales de l'artiste Manolo Paz. 

## Galerie

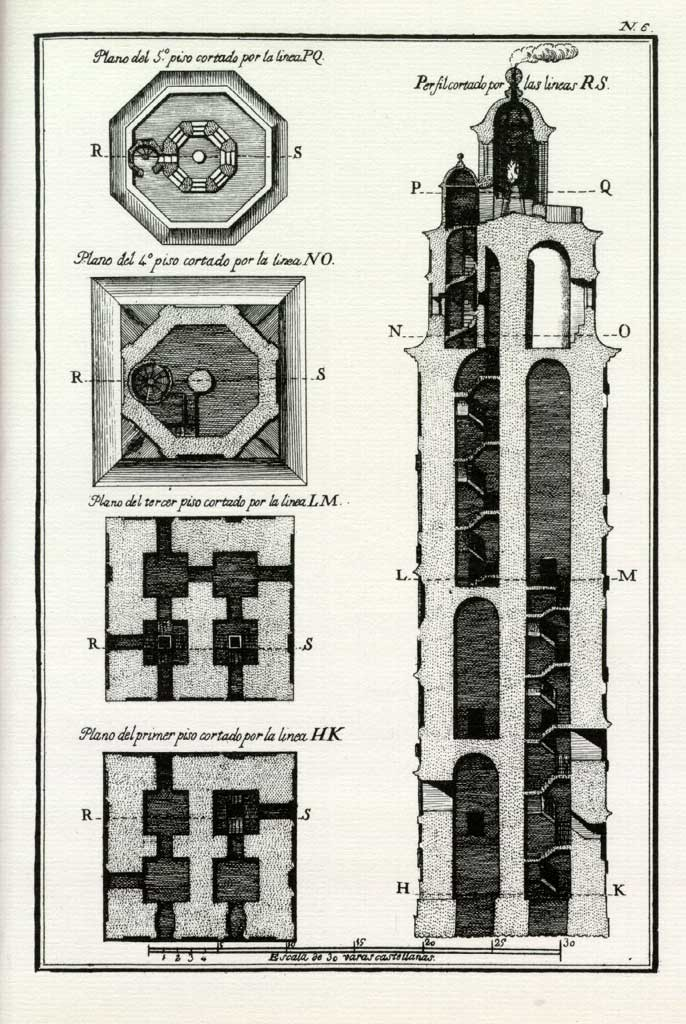
Plan du phare restauré, 1792
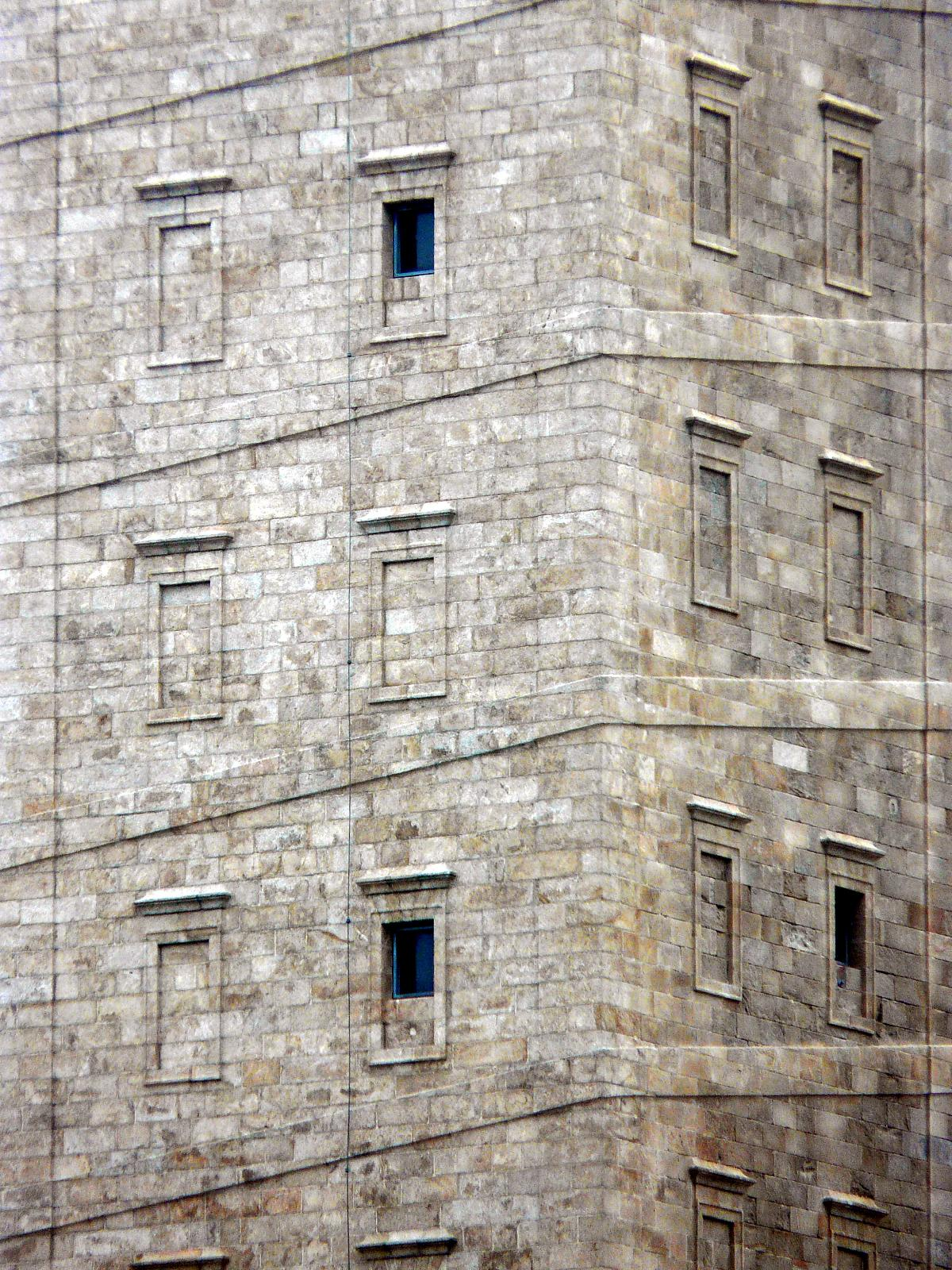
Aspect du chemisage externe, ajouté en 1791.
Blason de La Corogne, montrant la tour d'Hercule.
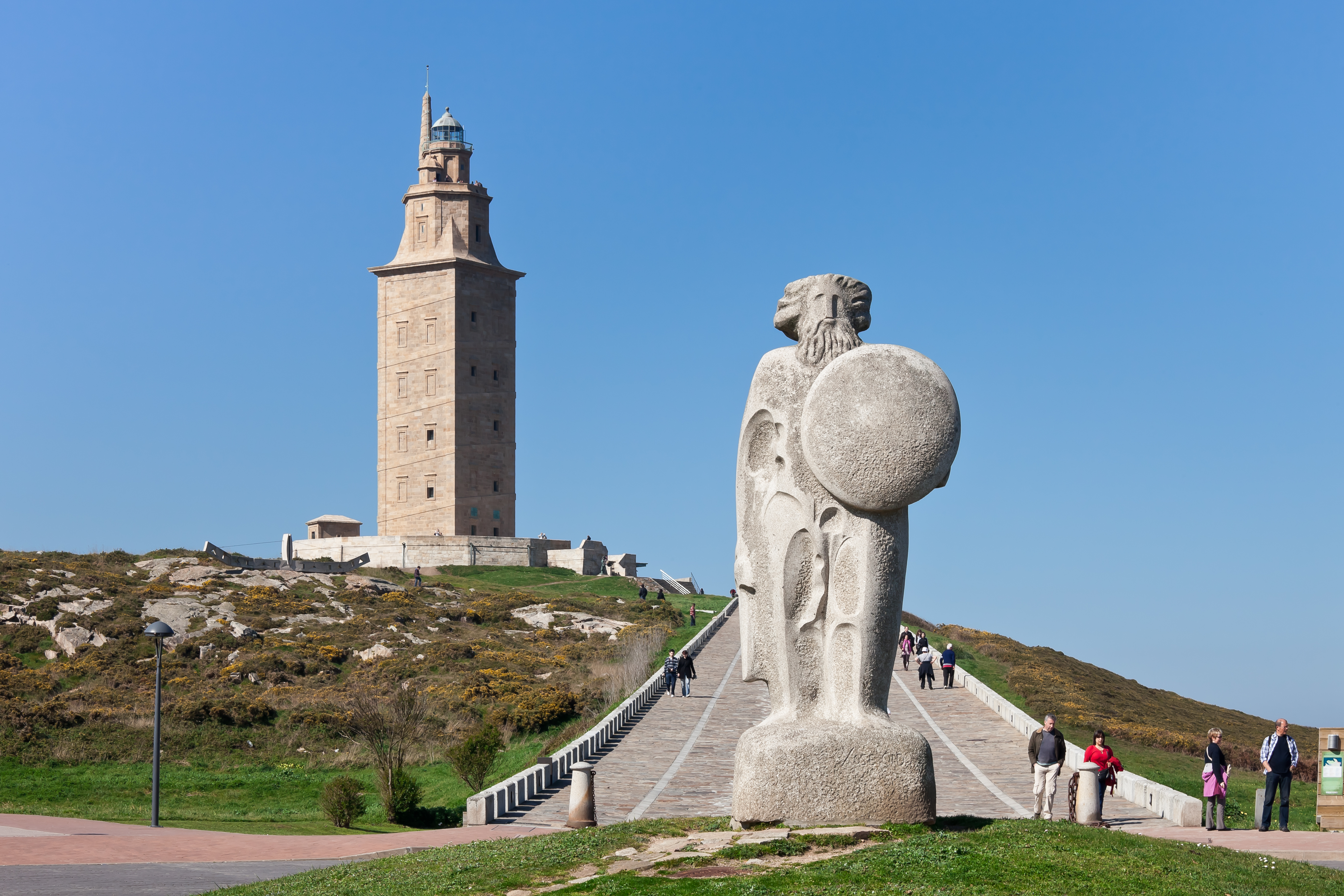
La tour d'Hercule et la statue de Breogán.
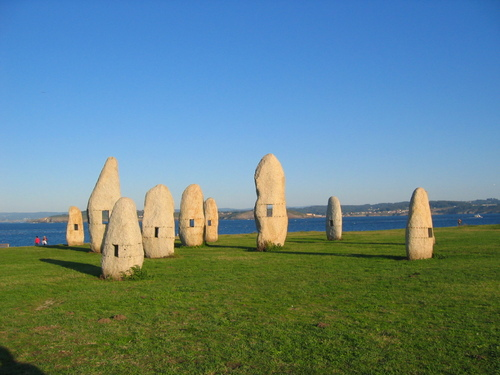
Les Menhirs pour la Paix du sculpteur galicien Manolo Paz, sur le Campo da Rata.